# Bolmers Hügel
Die Bolmers Hügel (schwedisch Bolmers högar) sind zwei Grabhügel aus der frühen Bronzezeit (etwa 1300 v. Chr.) auf dem Gräberfeld von Steglarp, nahe der M585 zwischen Vellinge und Östra Grevie in Schonen in Schweden. Steglarp ist einer der größten erhaltenen Hügelkomplexe aus der Bronzezeit Skandinaviens.
Sie haben Durchmesser von 26 bzw. 25 Metern und Höhen von 4,5 bzw. 4,0 Metern. Die beiden Gräber an einem der höchsten Punkte der Gemeinde Vellinge bilden den nördlichen Teil des Gräberfeldes, das zwölf Grabhügel umfasst. Die anderen Hügel sind etwas kleiner, haben einen Durchmesser von etwa 15–20 Metern und befinden sich in Fuglie (Gemeinde Trelleborg). 
Die Hügelgröße lässt darauf schließen, dass hier bedeutende Persönlichkeiten bestattet wurden. In die Hügel gegrabene Gänge deuten darauf, dass die Gräber geplündert wurden. Da die Hügel sehr nahe beieinander liegen, ergibt sich ein einmaliges Landschaftsbild. Durch das unter dem Schutz des Kulturerbegesetzes stehende Gebiet führt eine alte unbefestigte Straße. 